# Sedum magellense
Sedum magellense là một loài thực vật có hoa trong họ Crassulaceae. Loài này được Ten. miêu tả khoa học đầu tiên năm 1811.